# 25022 Hemalibatra
25022 Hemalibatra è un asteroide della fascia principale. Scoperto nel 1998, presenta un'orbita caratterizzata da un semiasse maggiore pari a 2,3116314 UA e da un'eccentricità di 0,1976498, inclinata di 4,99757° rispetto all'eclittica.